# Alan Meyerson
Alan Meyerson (* 19. März 1958 in New York City) ist ein US-amerikanischer Musikproduzent und Tontechniker.

## Leben
Alan Meyerson wurde 1958 in New York City geboren.
2015 wurde Meyerson im Rahmen der Cinema Audio Society Awards für die Abmischung des Films Baymax – Riesiges Robowabohu ausgezeichnet.
Für seine Arbeit an Dunkirk, für den er nach Interstellar ein weiteres Mal mit Christopher Nolan zusammenarbeitete, wurde Meyerson im Rahmen der Cinema Audio Society Awards 2018 ausgezeichnet.
Den Soundtrack zum Film Thor: Tag der Entscheidung produzierte er gemeinsam mit Mark Mothersbaugh.
Im Jahr 2022 wurde er in die Academy of Motion Picture Arts and Sciences (AMPAS) berufen, die alljährlich die Oscars vergibt.

## Filmografie (Auswahl)
- 1996: Rendezvous mit einem Engel (The Preacher’s Wife)
- 2004: Mann unter Feuer (Man on Fire)
- 2014: Interstellar
- 2014: Baymax – Riesiges Robowabohu (Big Hero 6)
- 2017: Dunkirk
- 2017: Der Dunkle Turm (The Dark Tower)
- 2017: Blade Runner 2049
- 2017: Thor: Tag der Entscheidung (Thor: Ragnarok)
- 2017: Jumanji: Willkommen im Dschungel (Jumanji: Welcome to the Jungle)
- 2017: Greatest Showman (The Greatest Showman)

## Auszeichnungen (Auswahl)
Cinema Audio Society Awards
- 2015: Auszeichnung für das Beste Sound Mixing in einem Animationsfilm (Baymax – Riesiges Robowabohu)
- 2018: Auszeichnung für das Beste Sound Mixing in einem Film (Dunkirk)
- 2022: Auszeichnung für das Beste Sound Mixing in einem Film (Dune)[3]

Grammy Awards
- 2015: Nominierung in der Kategorie Album des Jahres